# Hutchins (Iowa)
Hutchins es un lugar designado por el censo ubicado en el condado de Hancock en el estado estadounidense de Iowa. En el Censo de 2010 tenía una población de 28 habitantes y una densidad poblacional de 35,8 personas por km².

## Geografía
Hutchins se encuentra ubicado en las coordenadas 43°5′16″N 93°53′12″O / 43.08778, -93.88667. Según la Oficina del Censo de los Estados Unidos, Hutchins tiene una superficie total de 0.78 km², de la cual 0.78 km² corresponden a tierra firme y (0%) 0 km² es agua.

## Demografía
Según el censo de 2010, había 28 personas residiendo en Hutchins. La densidad de población era de 35,8 hab./km². De los 28 habitantes, Hutchins estaba compuesto por el 89.29% blancos, el 3.57% eran afroamericanos, el 0% eran amerindios, el 0% eran asiáticos, el 0% eran isleños del Pacífico, el 7.14% eran de otras razas y el 0% pertenecían a dos o más razas. Del total de la población el 0% eran hispanos o latinos de cualquier raza.